# Shell plc

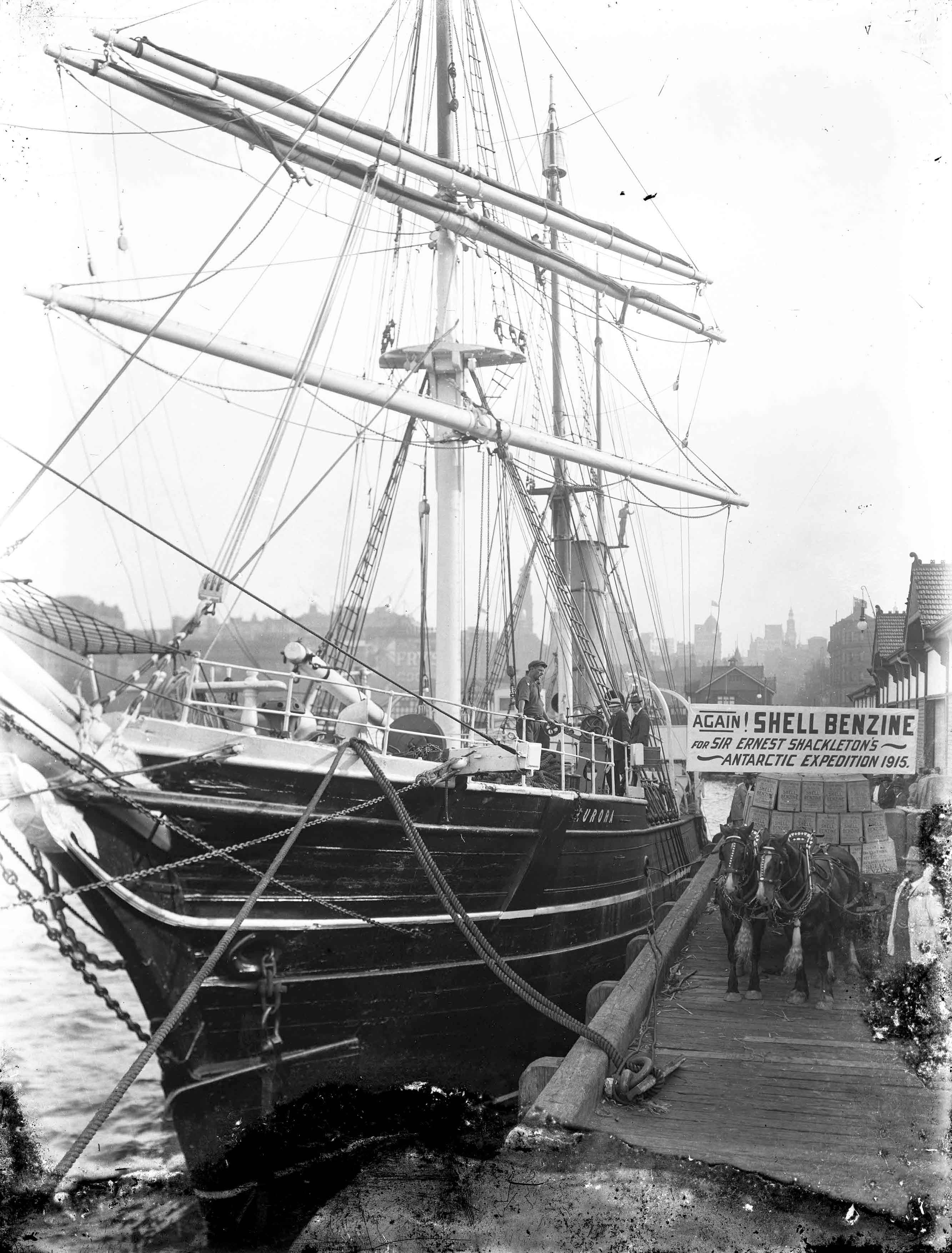
Shell-Benzin für Sir Ernest Henry Shackleton, Antarktis-Expedition 1915.

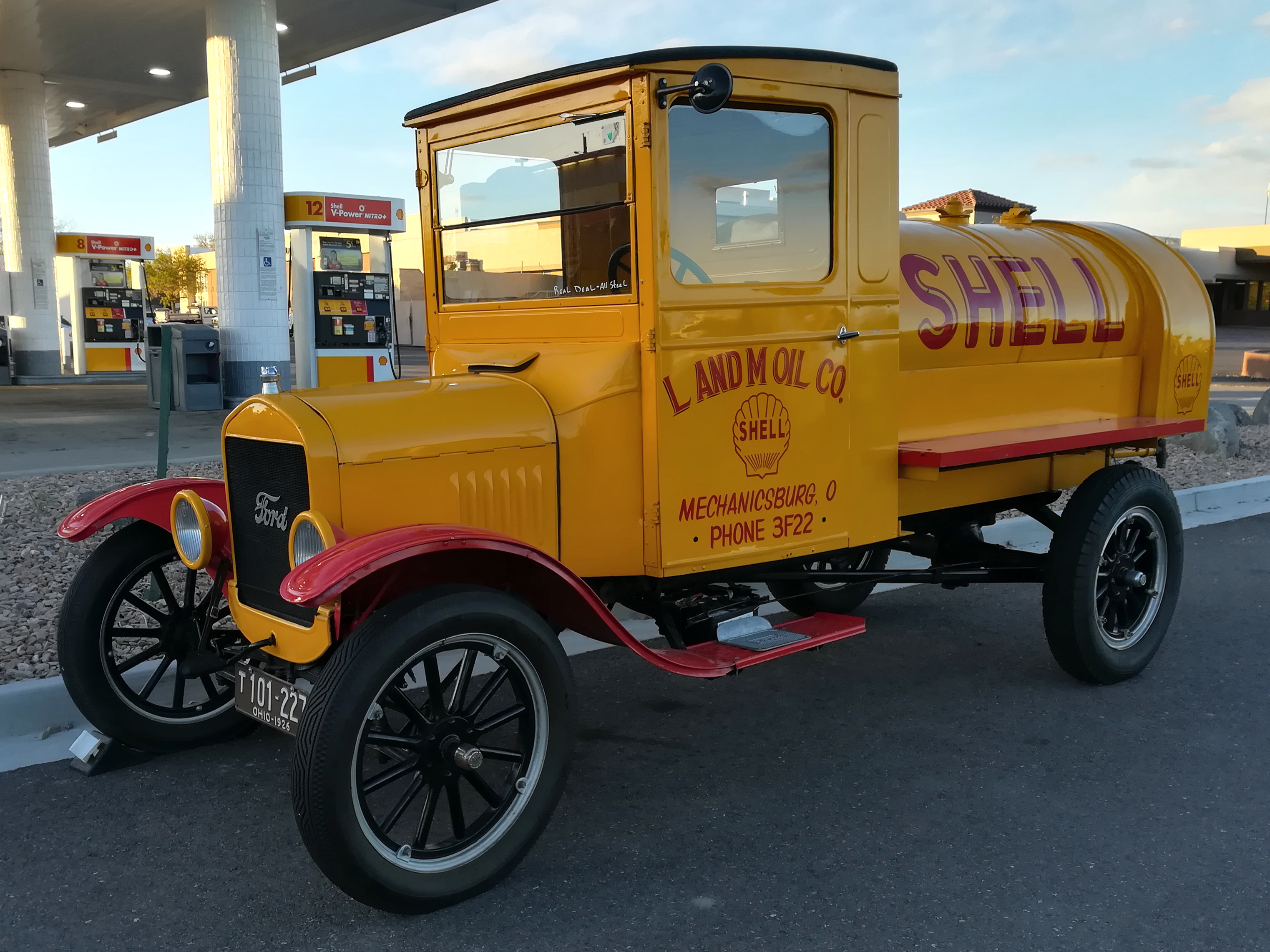
Shell-Tankwagen aus dem Jahr 1926 auf Basis des Ford Modell TT.

Die Shell plc (bis Januar 2022 Royal Dutch Shell plc) ist eines der weltweit größten Mineralöl- und Erdgasunternehmen. Der Konzern ist in mehr als 70 Ländern aktiv und beschäftigt weltweit mehr als 91.000 Mitarbeiter (Stand 2023). Im Jahr 2022 erzielte Shell einen Gesamtumsatz von 386,2 Mrd. US-Dollar. Etwa eine Million Anleger halten rund acht Milliarden Aktien. Das Unternehmen ist in das Handelsregister in London eingetragen, wo sich seit 2022 auch die Hauptverwaltung befindet.
Eine Untersuchung aus dem Jahr 2019 ergab, dass Royal Dutch Shell als Lieferant von Produkten an dem Ausstoß von 31,95 Milliarden Tonnen CO₂-Äquivalent seit 1965 beteiligt war. Das Unternehmen liegt damit auf Platz sieben der in der Untersuchung aufgeführten Unternehmen.
Im Jahr 2022 erzielte das Unternehmen mit 39,9 Milliarden US-Dollar den bis dahin höchsten Gewinn seiner 115-jährigen Unternehmensgeschichte. Im Vergleich zum Vorjahr hatte sich der Unternehmensgewinn etwa verdoppelt.

## Unternehmensgeschichte

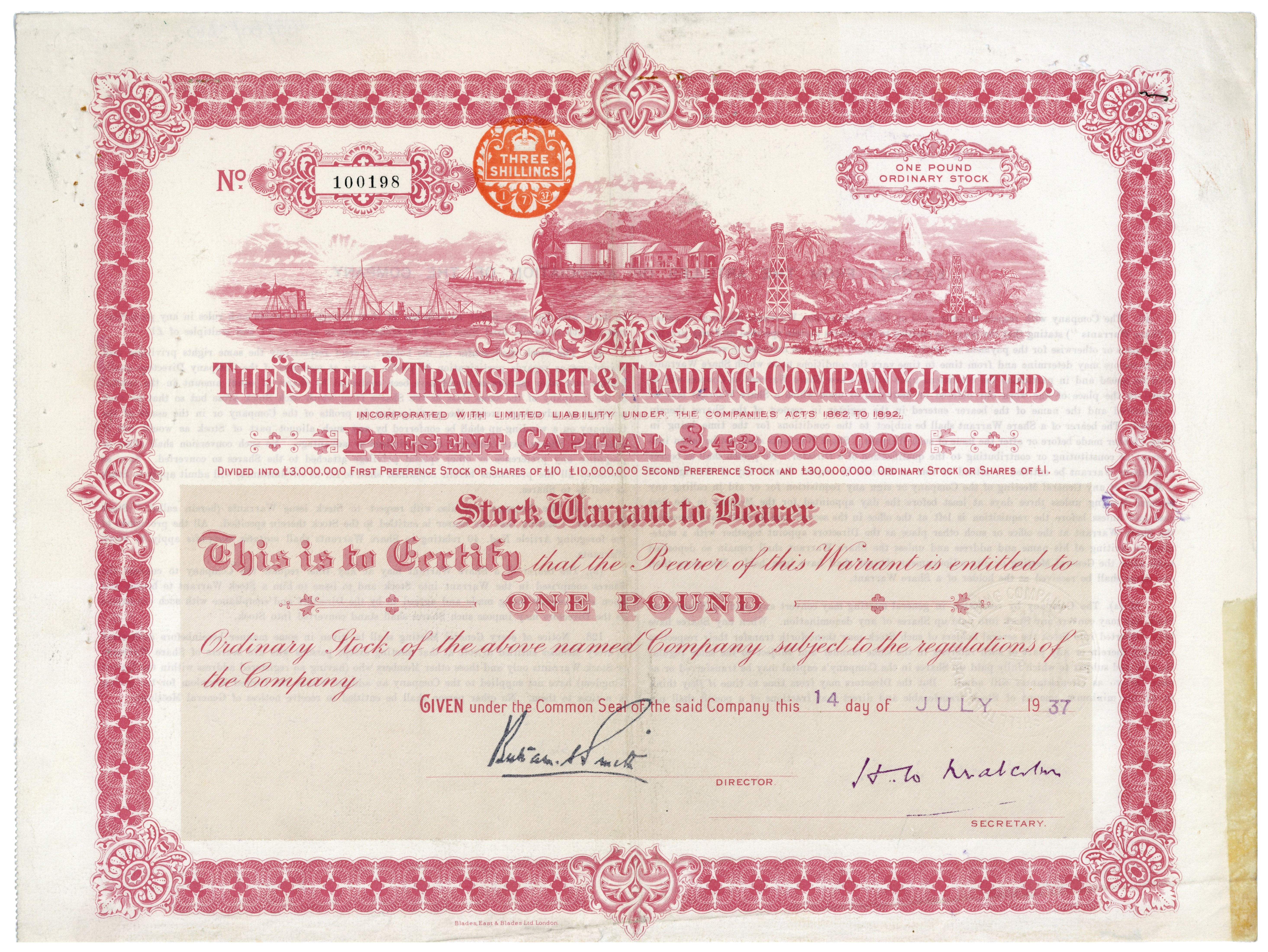
Optionsschein auf eine Stammaktie der „Shell“ Transport & Trading Company im Wert von 1 £, ausgestellt am 14. Juli 1937

Struktur der Großkonzerne in der Erdölbranche

Entwicklung des Muschel-Logos durch fortgesetzte Stilisierung (ab Mitte der 1930er-Jahre bis heute)

Die Marke und die Unternehmensgruppe Shell gehen zurück auf die Gründung eines Kuriositätengeschäfts im Jahre 1833 im Londoner East End durch Marcus Samuel. Ein Großteil seines Handels basierte auf dekorativen Muscheln (engl. shell), die zur Ornamentierung für Schachteln oder als Sammlerobjekte im Viktorianischen England beliebt waren und von ihm aus Fernost importiert wurden.
Seine zwei Söhne, der gleichnamige Marcus Samuel, der spätere 1. Viscount Bearsted, sowie Samuel Samuel, führten das Geschäft fort. Der Muschelimport wurde zu einem Import-Export-Handel weiterentwickelt, der sich zum Transport von Kerosin zu Beleuchtungszwecken wandelte. Schließlich kam es 1890 zur Entscheidung, Tankschiffe zum Öltransport unter dem Firmennamen The Shell Transport and Trading Company p.l.c. (London) zu bauen. Dieses Transportgewerbe wurde im Weiteren ergänzt durch Förderung (Öl-Quellen-Fund in Borneo, 1897) und Raffinierung von Öl. Marcus Samuel jun. behielt den etablierten Firmennamen des Vaters aus Sentimentalität bei. Ferner verwendete er aus Tradition die Kammmuschel als Logo.
1907 schloss Henri Deterding die N.V. Koninklijke Nederlandse Petroleum Maatschappij in Den Haag mit M. Samuels Firma zusammen. Es entstand die Royal Dutch Shell Gruppe.
Die N.V. Koninklijke Nederlandsche Maatschappij tot Exploitatie van Petroleumbronnen in Nederlandsch-Indië war 1890 gegründet worden. König Wilhelm III. hatte sich  mit 25 % an ihr beteiligt und der Aktiengesellschaft daher auch die Firmierung unter dem Titel Königliche gestattet. Die Besitzanteile lagen bei 60:40 für die niederländische Gesellschaft. Beide Unternehmen bündelten ihr Geschäft, blieben aber einzeln als Holdinggesellschaften bestehen. Das niederländische Unternehmen wurde zur Royal Dutch Petroleum Company umbenannt. Im Juli 2005 wurden beide Unternehmen zur Royal Dutch Shell plc vereinigt, einer Aktiengesellschaft nach englischem Recht, die an den Börsen in London, Amsterdam und New York notiert war. Der Unternehmenssitz zu dieser Zeit war Den Haag.
Zu den Großaktionären des Unternehmens gehört unter anderem das niederländische Königshaus. Seine durch verschiedene Familienstiftungen gehaltene Beteiligung am Gesamtkonzern wird heute auf etwa 3,5 % geschätzt.
Im April 2015 vereinbarte Shell die Übernahme der britischen BG Group für 47 Mrd. Pfund.
Wie Shell im Februar 2016 mitteilte, sei die Übernahme der BG Group vollständig abgeschlossen.
Im November 2021 gab Royal Dutch Shell bekannt, seine Hauptverwaltung sowie den Steuersitz von Den Haag nach London zu verlegen und sich ab 2022 in Shell plc umzubenennen.

## Wirtschaftliche Situation
2005 erwirtschaftete Shell einen Gewinn von 25,3 Milliarden US-Dollar, der Umsatz betrug 379 Mrd. US-Dollar.
Im Jahr 2007 konnte Shell seinen Gewinn auf 31,3 Mrd. US-Dollar steigern, dies bedeutet ein Plus von 23 % gegenüber dem Vorjahr. Der Umsatz konnte auf 356 Mrd. US-Dollar gesteigert werden, ein Plus von 12 %.
Im Jahr 2011 stieg der Umsatz auf 470,17 Mrd. US-Dollar und war damit so hoch wie noch nie zuvor (368,08 Mrd. US-Dollar im Jahr 2010).
Der Nettogewinn betrug 30,92 Mrd. US-Dollar.
Durch den starken Ölpreisverfall 2015 ging der Umsatz der Shell Gruppe für das Jahr 2016 auf 233,6 Mrd. US-Dollar zurück. Der Gewinn sank auf 4,8 Mrd. US-Dollar.

## Geschäftsbereiche

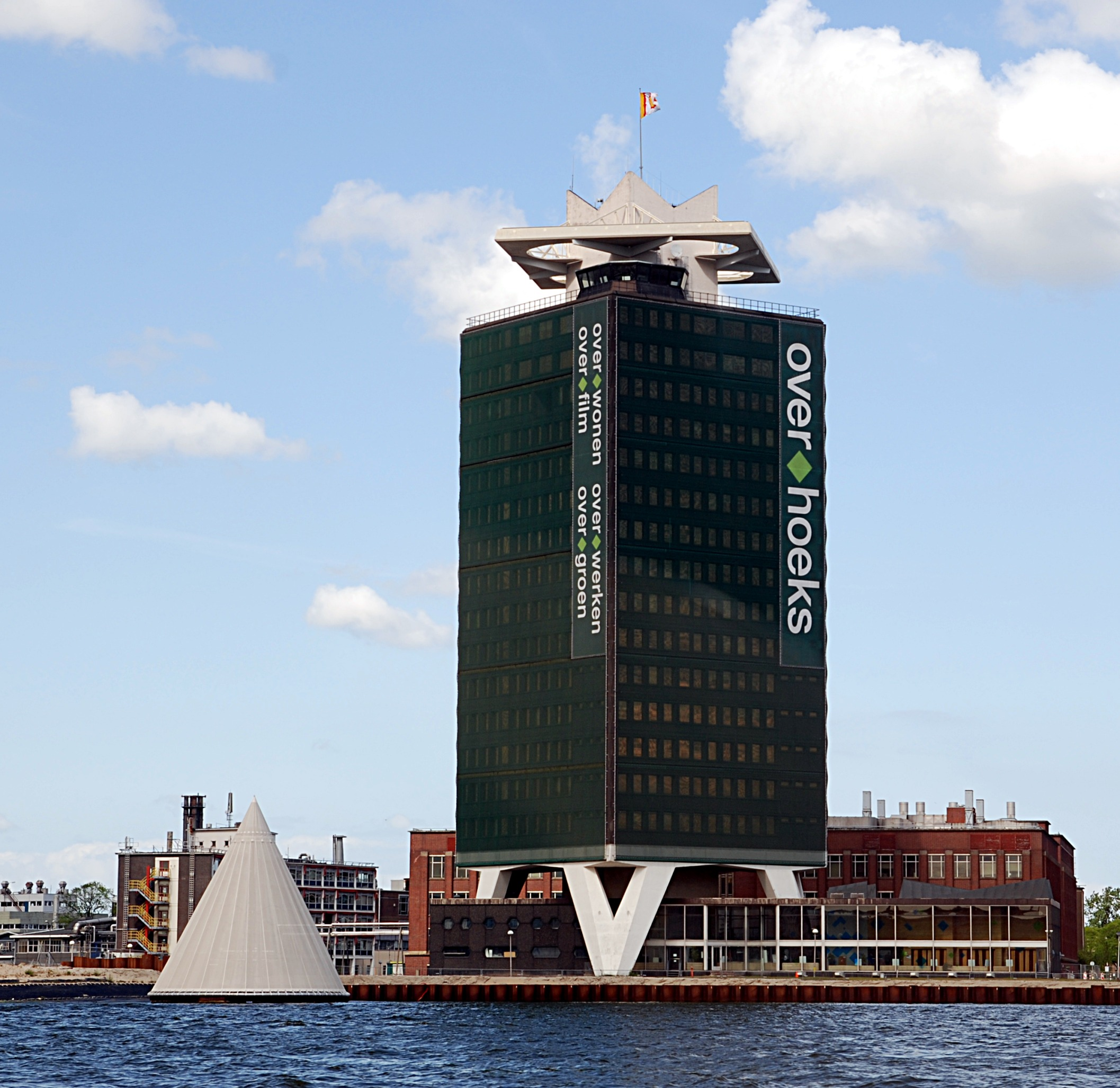
Ehemaliges Shell Research Centre in Amsterdam

Shell ist weltweit in fünf Geschäftsbereichen aktiv:
- Exploration und Förderung von Erdöl und Erdgas
- Verarbeitung und Vertrieb von Mineralöl
- Transport und Marketing von Erdgas/Strom
- Petrochemie
- erneuerbare Energien

Shell ist an Explorations- und Förderprojekten in über 45 Ländern beteiligt. Die Produktion an Erdöl, Erdgas und anderen Kohlenwasserstoffen beläuft sich auf rund 3,8 Millionen Barrel Öläquivalent pro Tag (ein Barrel entspricht 159 Litern). Der Anteil des Erdgases an der gesamten Kohlenwasserstoff-Förderung beträgt mittlerweile schon knapp 50 Prozent. Shell ist einer der größten Vertreiber von Kraft- und Schmierstoffen der Welt und eine der bekanntesten Marken. Täglich nehmen im Schnitt rund 25 Millionen Tankstellen-Kunden weltweit Dienstleistungen von Shell in Anspruch. 2018 hat Shell an 65 Tankstellen in der Schweiz ein Migrolino betrieben.

### Erneuerbare Energien
Shell investiert auch in erneuerbare Energien. Über die Unternehmenstochter Solar Frontier (bis 2010 Showa Shell Solar) expandiert Shell im Bereich der Photovoltaik, außerdem plant und betreibt Shell Windparks vor allem in den USA. Weiterhin soll die Erforschung und Entwicklung von Kraftstoffen aus Biomasse weiter ausgebaut werden, in diesem Segment ist Shell der weltgrößte Einkäufer und Anwender. Shell engagiert sich ferner auf dem Sektor der Wasserstoffwirtschaft. Shell wird nach eigenen Angaben 2012 rund 30 Mrd. US-Dollar, davon 80 % in die Suche und Förderung von Energie und die Erschließung neuer Öl- und Gasquellen investieren.
Im Jahr 2019 wurde das Batteriespeicher-Unternehmen Sonnen übernommen.

### Elektroauto-Ladenetz Shell Recharge
Bereits 2017 hat Shell das 2009 gegründete niederländische Unternehmen NewMotion übernommen, das Zugang (Roaming) zu Elektroauto-Ladeinfrastruktur bzw. die Abrechnung europaweit anbietet. 2019 erfolgte die Umbenennung in „Shell Recharge“.
Im Februar 2023 wurde bekannt, dass der Betreiber von Ladestationen für Elektrofahrzeuge evpass SA mit Sitz in Le Mont-sur-Lausanne von der Shell (Switzerland) AG mit Sitz in Baar übernommen wird. Evpass ist mit rund 3000 Ladestationen der größte Anbieter von Ladestationen in der Schweiz.

## Konzernstruktur/Unternehmensbeteiligungen
- Shell plc, Den Haag, Niederlande

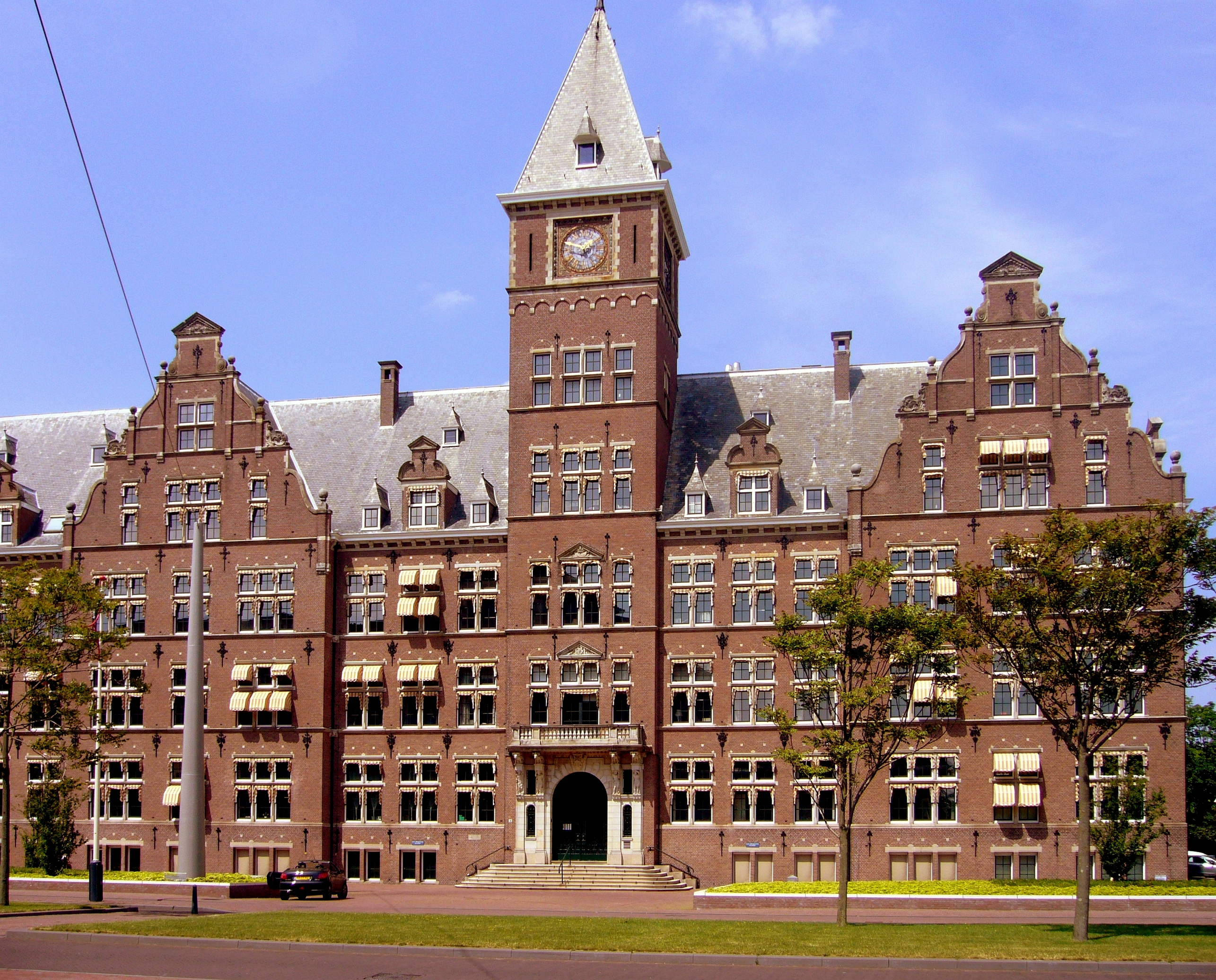
Firmensitz in Den Haag

  - Deutsche Shell Holding GmbH, Hamburg
    - Shell Deutschland GmbH, Hamburg
      - euroShell Deutschland GmbH, Hamburg
      - CARISSA Verwaltungsgesellschaft mbH, Hamburg
      - Deutsche Gesellschaft für Tankstellen- und Parkhausinteressen mbH, Hamburg
      - IVV – Industrie-Versicherungsvermittlungs-Gesellschaft mbH, Hamburg
      - Shell Aviation Services GmbH, Hamburg

    - Shell Global Solutions (Deutschland) GmbH, Hamburg

  - Shell Catalysts & Technologies Leuna GmbH
  - Shell Chemie Beteiligungsgesellschaft mbH
  - Shell Deutschland Schmierstoff GmbH
  - Shell Direct GmbH
  - Shell Direct Services GmbH
  - Shell Energy Deutschland GmbH
  - Shell Energy Services GmbH
  - Shell Erdgas Beteiligungsgesellschaft mbH
  - Shell Erdgas Marketing GmbH & Co. KG
  - Shell Erneuerbare Energien GmbH
  - Shell Exploration et Production du Maroc GmbH
  - Shell Grundstücksgesellschaft Wesseling GmbH & Co. KG
  - Shell Verwaltungsgesellschaft für Erdgasbeteiligungen mbH
  - Shell Petroleum Development Company of Nigeria (SPDC), der größte in Nigeria tätige Erdölkonzern, ein Konsortium der Nigerian National Petroleum Corporation (NNPC, 55 % der Anteile) mit der Elf Petroleum Nigeria Limited (10 %) und der Nigerian Agip Oil Company (NAOC, 5 %) unter der operativen Leitung von Shell (30 %).[22]
  - Shell Nigeria Exploration and Production Company (SNEPCO)
  - Shell Schweiz
  - Shell Nigeria Gas (SNG)
  - Shell Nigeria Oil Products (SNOP)
  - The New Motion Deutschland GmbH[23]

## Shell in Deutschland

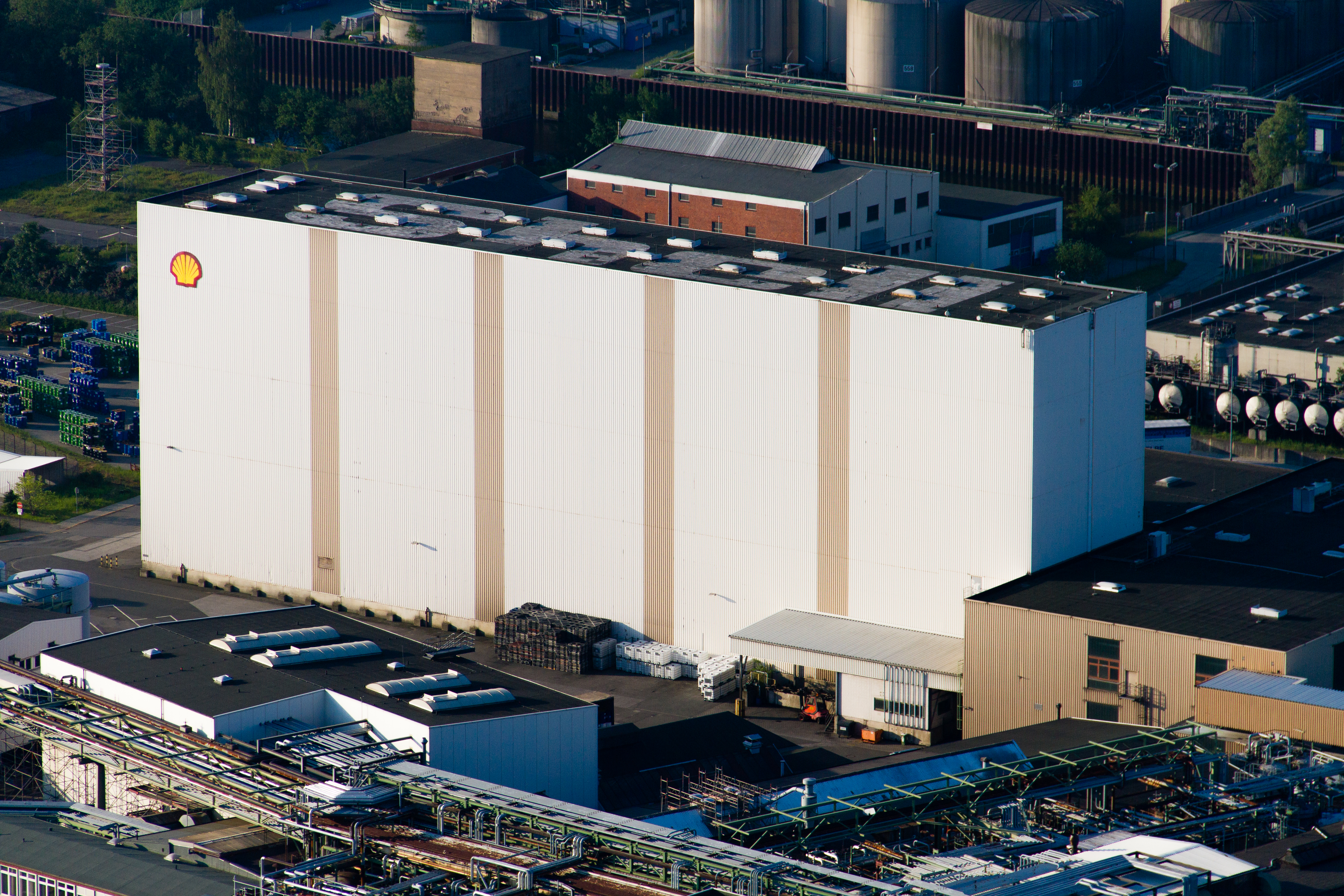
Hochregallager des Schmierstoffwerks der Shell Deutschland Oil GmbH (abgerissen Sommer 2018)

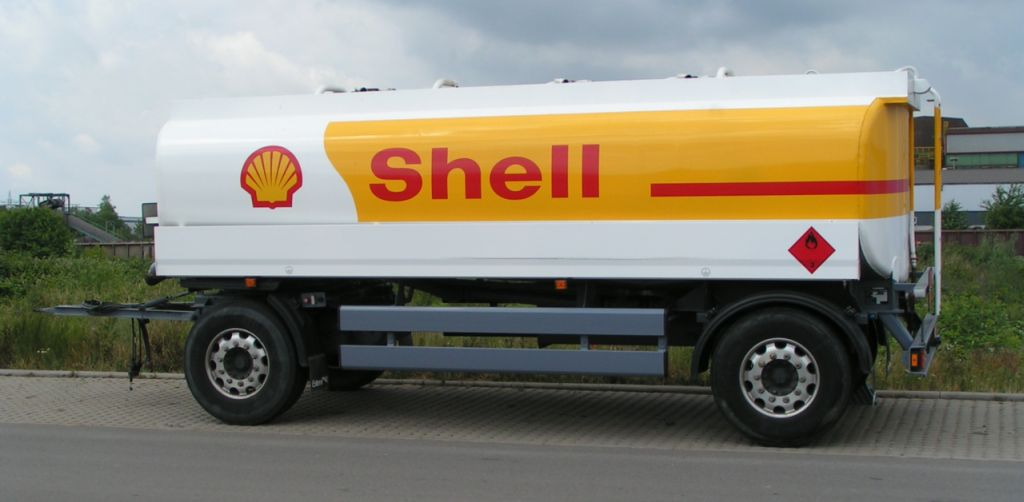
Shell-Tankanhänger

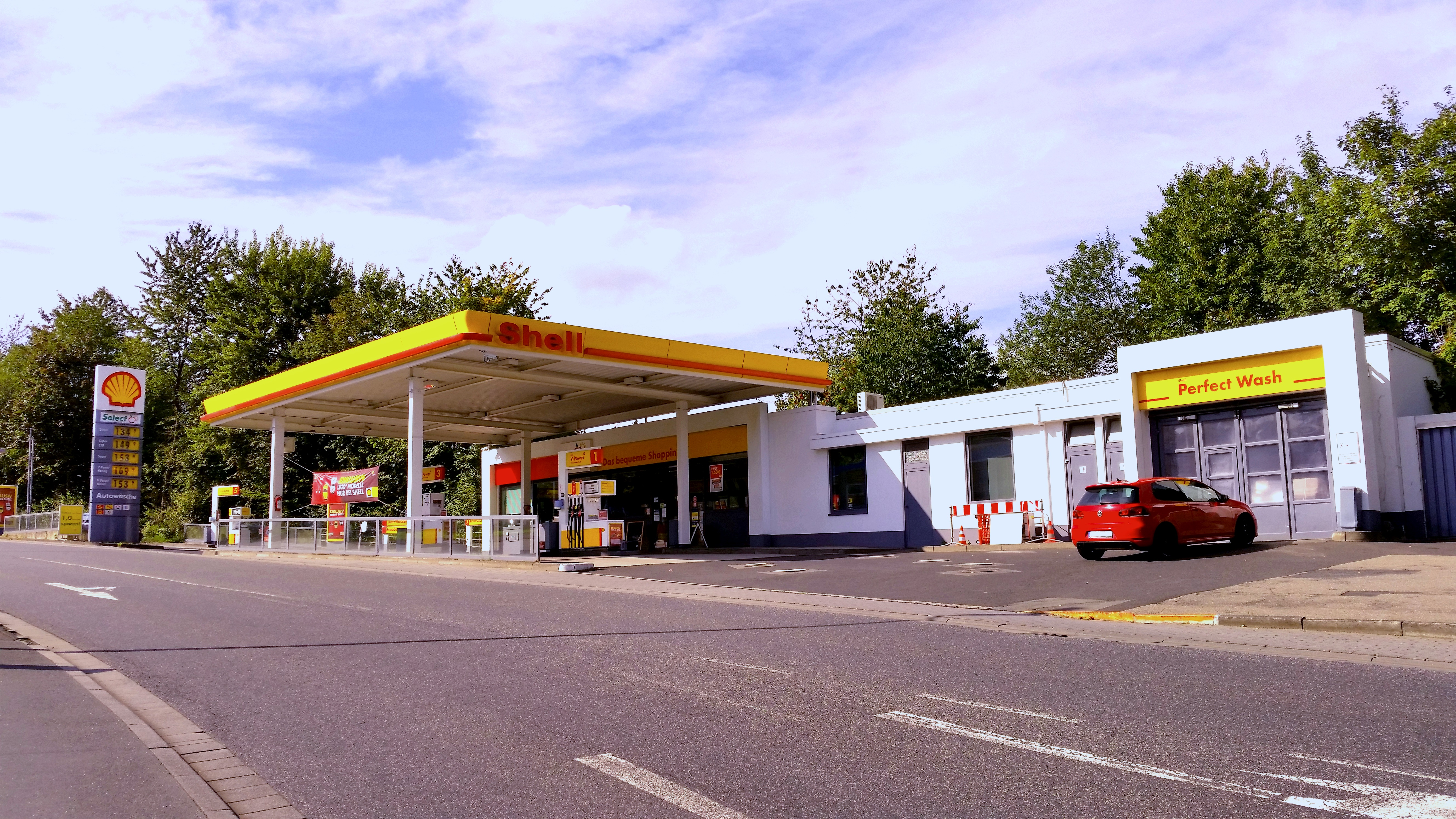
Shell-Tankstelle in Höhr-Grenzhausen

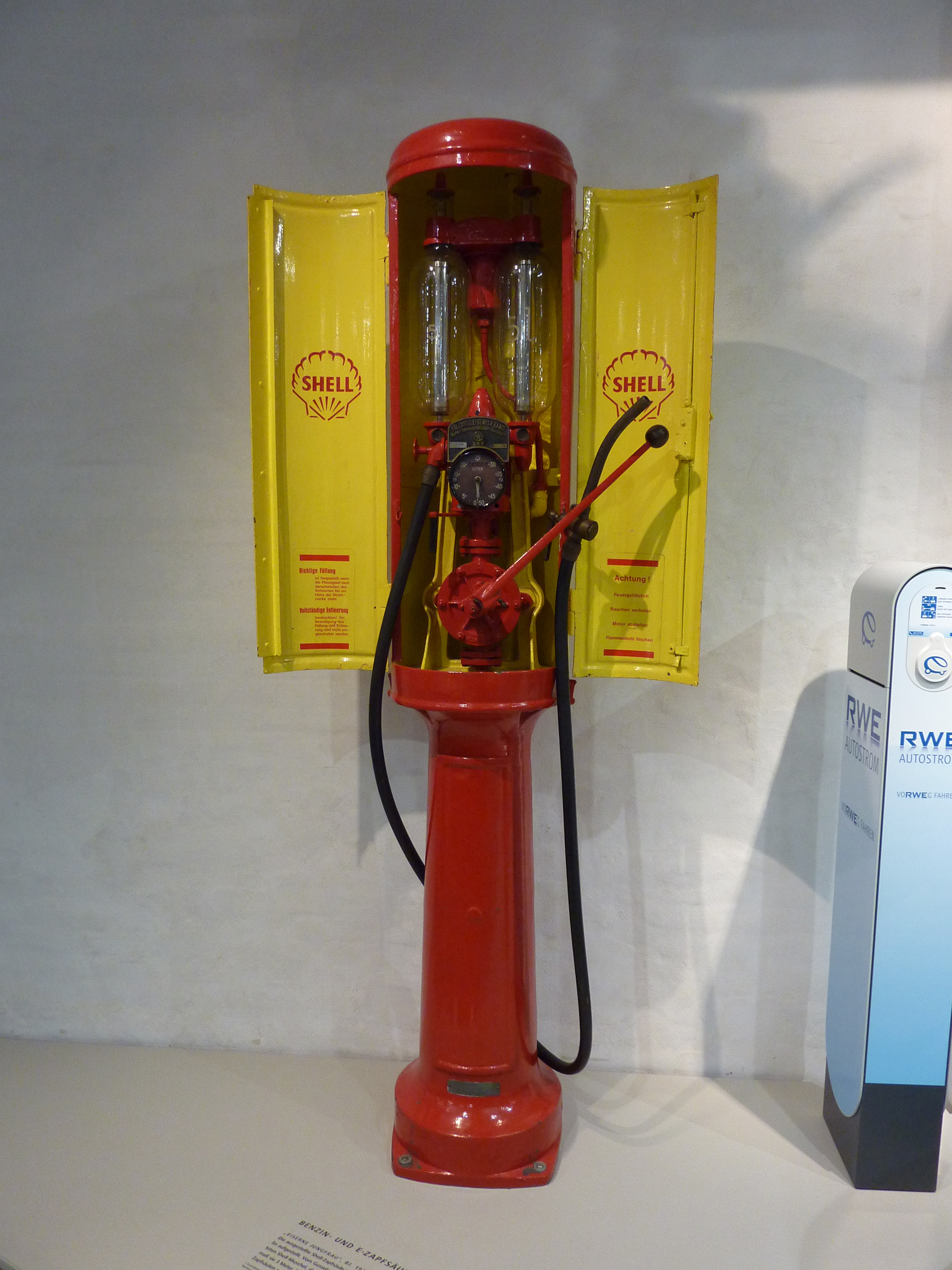
Gusseiserne Benzinsäule „Eiserne Jungfrau“, Baujahr 1925

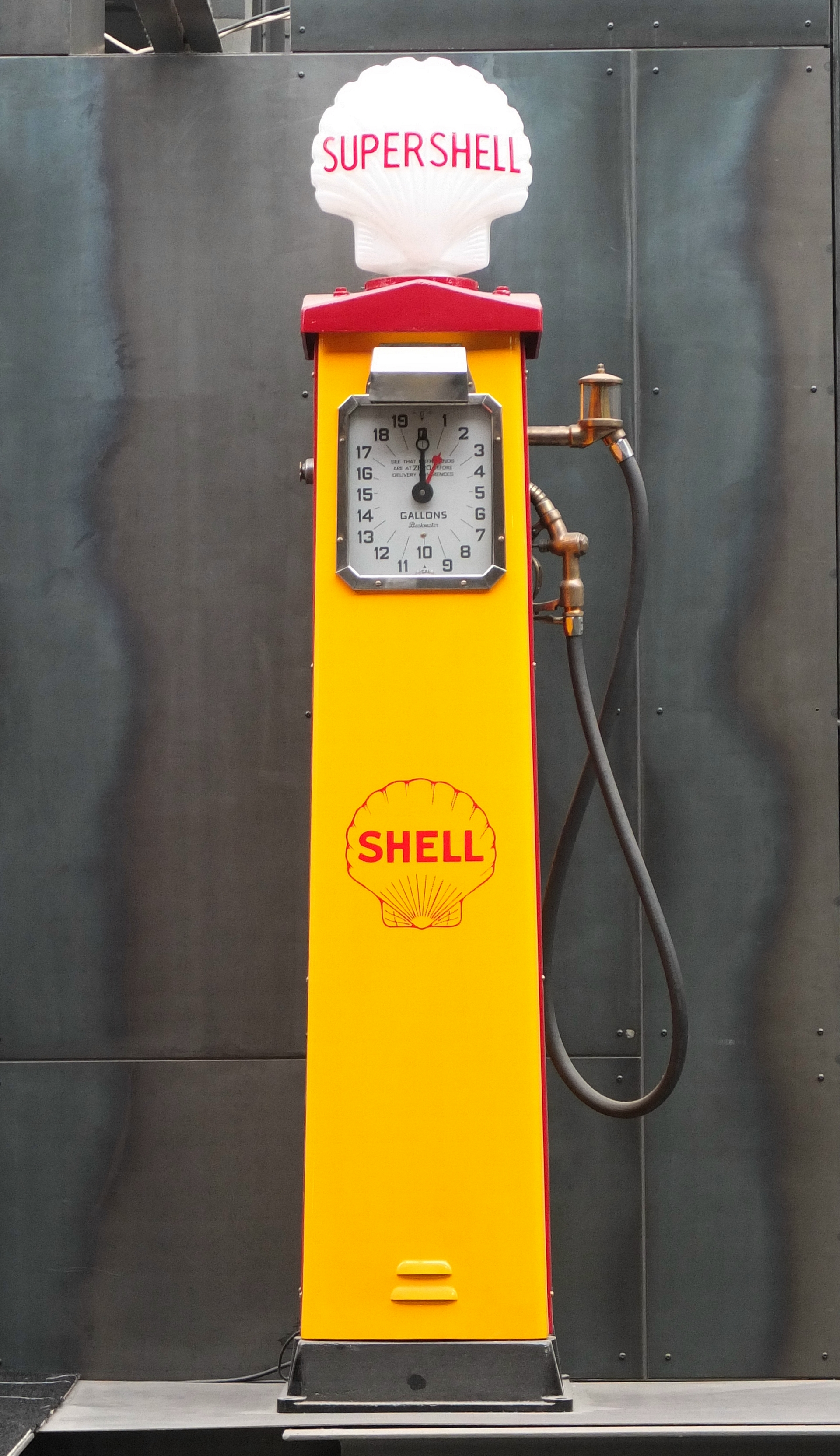
Zapfsäule „Beckmeter“, gebaut bei Beck & Co. in Großbritannien, 1930

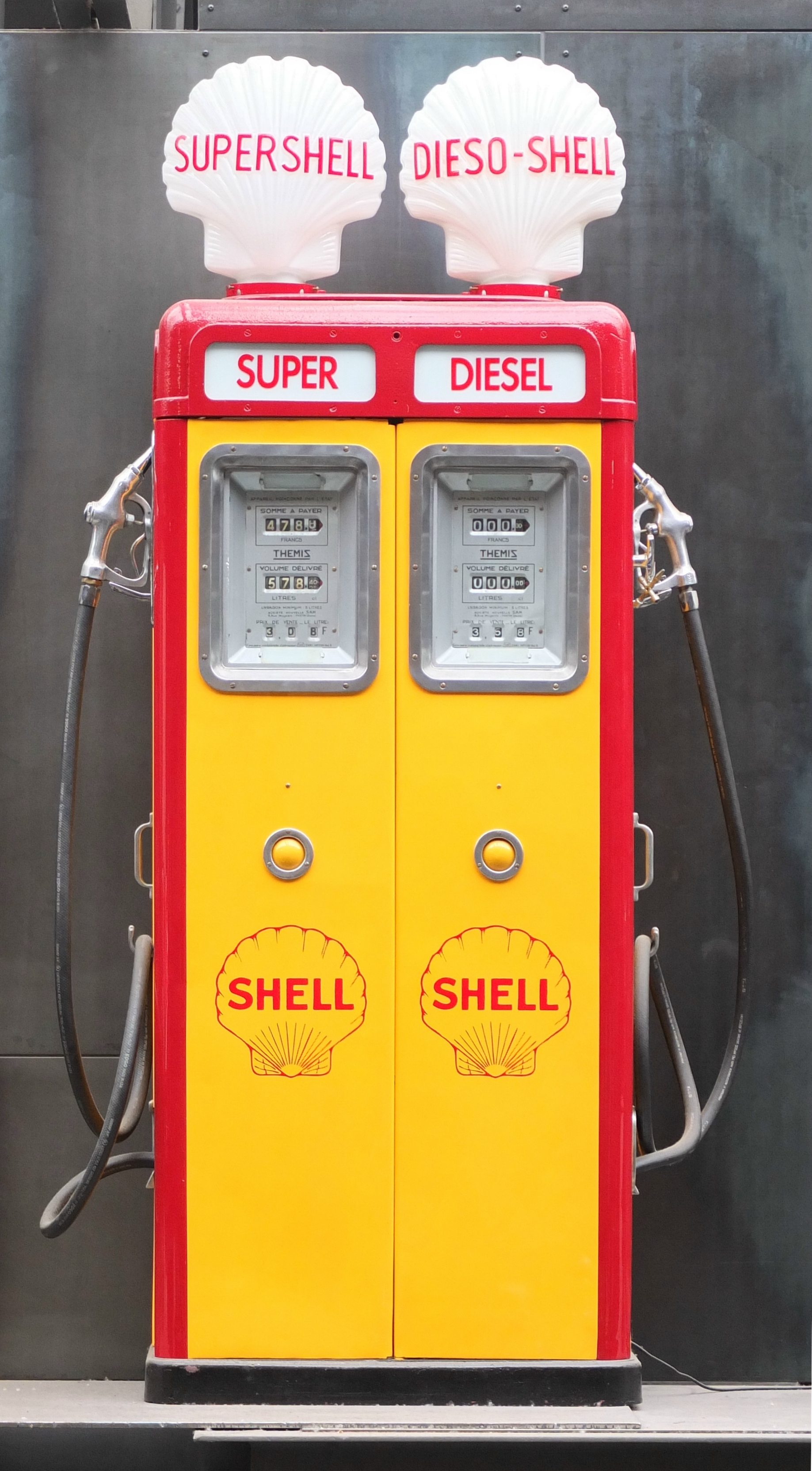
Doppelsäule (1952), in der Classic Remise Berlin

### Anfänge
Shell ist in Deutschland seit dem Jahr 1902 präsent. Ihre Vorgängerin war die am 22. Oktober 1902 in Düsseldorf gegründete Benzinwerke Rhenania GmbH. Deren Eigentümerin war eine Tochtergesellschaft der Königlich-Niederländischen Petroleum-Gesellschaft, die in Den Haag firmierende N.V. de Bataafsche Petroleum Maatschappij. Im Juni 1925 übernahm sie die Schmierstoffherstellerin Ossag und verschmolz mit ihr zur Rhenania Mineralölwerke AG. Seit 1947 heißt dieses Unternehmen Deutsche Shell AG.
1980 betrieb Shell in Westdeutschland 2795 Tankstellen, davon 1422 mit Selbstbedienung. und hatte einen Marktanteil von 10,8 Prozent.
2002 wurde das Downstream-Geschäft (Raffinerien, Logistik, Tankstellen) der RWE Dea in ein Joint-Venture mit Shell unter dem Namen Shell & DEA Oil GmbH eingebracht und zum 1. Juli 2002 vollständig durch Shell übernommen. Am Ende des Jahres 2003 wurde diese dann in Shell Deutschland Oil GmbH umbenannt.
Im August 2002 wurden etwa 40 Tankstellen nach der Fusion aus kartellrechtlichen Gründen an die Westfalen AG abgegeben, weitere an Classic und Q1. Ab 2004 wurden bis auf eine einzige alle DEA-Tankstellen in Shell umgeflaggt. Die letzte DEA-Tankstelle befindet sich seit 2017 nicht mehr in Haltern am See, sondern in Lichtenfels (Oberfranken). Durch diese Verwendung sichert sich Shell das Markenrecht an DEA.

### Gegenwart
Shell ist in Deutschland in den Geschäftsfeldern Mineralölverarbeitung und -vertrieb, Exploration & Produktion von Erdgas und Erdöl, Erdgas-Marketing, Chemie sowie erneuerbare Energien aktiv. Das Kerngeschäft wird von der Shell Deutschland Oil GmbH betrieben (Geschäftsführung: Vorsitzender Felix Faber, Timo Lenzen, Linda van Schaik, Jörn Schmidt, Uwe Tribian, Sonja Wiechert). Einige Geschäftsaktivitäten werden über separate Gesellschaften wahrgenommen. Die Forschungsaktivitäten sind in Shell Global Solutions integriert, dem weltweiten Shell-Forschungsverbund.
Mit den Aktivitäten in Deutschland erwirtschaftete Shell im Jahr 2004 einen Umsatz von rund 35 Milliarden Euro. Einschließlich der Tochter- und Enkelgesellschaften beschäftigt Shell in Deutschland rund 7000 Mitarbeiter.
Shell in Deutschland betreibt eine eigene Raffinerie (Rheinland Raffinerie) und ist außerdem an zwei weiteren beteiligt (MiRO, PCK-Raffinerie). Mit einer Raffineriekapazität von 35,3 Millionen Tonnen ist das Unternehmen der führende Raffineriebetreiber in Deutschland.
Auf dem Grasbrook im Hamburger Hafen betreibt Shell ein Schmierstoffwerk mit einer Kapazität von bis zu 400.000 Tonnen pro Jahr. Damit ist das „Shell Grasbrook Lubricants Centre“ eines der größten Schmierstoffwerke Europas und in der Shell Gruppe weltweit.
Als Teil der unternehmensweiten Forschungsaktivitäten betreibt Shell in Hamburg seit 1956 ein Forschungslabor. Dieses Labor arbeitet vor allem im Bereich Kraftstoffe (unter anderem auch Spezialkraftstoffe für die Formel 1) und Schmierstoffe für Großmotoren (Schifffahrt, Energieerzeugung).
Mit einem flächendeckenden Netz von rund 2000 Tankstellen (inkl. Markenhandelsstationen) ist Shell bundesweit vertreten. Heizöl und andere Mineralölprodukte werden deutschlandweit über ein Netz von Niederlassungen und Markenhändlern verkauft, unter anderem über das Tochterunternehmen Shell Direct GmbH.
Der Bedarf an Erdgas steigt stetig, da sich immer mehr Haushalte und gewerbliche Verbraucher für Erdgas entscheiden. Shell betreibt das Erdgasgeschäft in Deutschland im Wesentlichen durch die Shell Energy Deutschland (Shell Erdgas Marketing GmbH & Co. KG; Sitz in Hamburg). Zu den Kunden zählen Stadtwerke, regionale Erdgasverteiler und Industriebetriebe. Insgesamt ist Shell mit rund 15 Prozent am deutschen Erdgasmarkt beteiligt. Shell ist zu 50 % an der BEB Erdgas und Erdöl beteiligt. Deren Erdgastransportgeschäft wurde mit Wirkung zum 1. Juli 2008 an die niederländische Gasunie verkauft. Zum 1. September 2011 wurde das Erdgasspeichergeschäft der BEB verkauft.
Außerdem ist Shell in Deutschland in den Bereichen Luftfahrt (Flugkraftstoffe), Schifffahrt und Bitumen aktiv.
Des Weiteren stellt die Shell Catalysts & Technologies Leuna GmbH, Hydrier- und Selektivhydrierkatalysatoren für die Erdölverarbeitung sowie kundenspezifische Katalysatoren her.
Shell hat Anfang 2006 sein Solargeschäft auf Siliziumbasis in Deutschland veräußert. Laut einer Shell-Pressemeldung vom 2. Februar 2006 hat sich Shell dazu entschieden, Produktion, Vertrieb, Marketing sowie die Forschung und Entwicklung von Solarzellen auf Siliziumbasis an die Solarworld AG, Bonn, zu verkaufen. Shell stellte pro Jahr Silizium-basierte Solarzellen mit einer Gesamtleistung von etwa 80 Megawatt her. Die Produktionsstätten in den USA (in den Staaten Washington und Kalifornien) sowie in Deutschland gehen an Solarworld über. Solarworld übernimmt auch die insgesamt 579 Mitarbeiter, die in diesem Bereich tätig sind.
Von August 2005 bis November 2009 hielt Shell Deutschland Oil (Peter Seifried, Klaus Bortel, Amrin Senger) eine Minderheitsbeteiligung an der CHOREN Industries GmbH, Freiberg. Mit diesem Engagement stellten Shell und CHOREN die Weichen für den Bau der weltweit ersten kommerziellen Anlage für die Umwandlung von Biomasse in hochwertigen synthetischen Kraftstoff (BtL-Kraftstoff) unter der Marke „SunFuel“. Diese relativ kleine Anlage wurde 2009 fertiggestellt.
Josef Waltl wurde im Jahr 2006 zum Vorsitzenden des MWV Deutschland (Mineralölwirtschaftsverband e. V.) bestellt. Im Januar 2017 lag Shell mit 1929 Straßentankstellen auf Rang 2, nur Aral hatte ein größeres Tankstellennetz.
Seit dem 13. Juli 2017 können Kunden erstmals an teilnehmenden Shell-Tankstellen in Hamburg und Berlin ihren Kraftstoff direkt an der Zapfsäule mit ihrem Smartphone bezahlen. Dabei kooperiert Shell mit dem Bezahldienstleister PayPal. Nach der Testphase in Hamburg und Berlin ist die SmartPay-Funktion innerhalb der Shell-App seit dem 22. März 2018 an mehr als 1.500 Shell Stationen einsetzbar.
Im Februar 2019 wurde gemeldet, dass die Sonnen GmbH durch Shell übernommen wurde und noch auf die Zustimmung der Kartellbehörden gewartet wird. Seit März 2019 ist Sonnen eine hundertprozentige Tochtergesellschaft von Shell.

## Shell in Österreich

### Anfänge
Der Shell-Konzern begann bereits in den 1920er-Jahren in Österreich Fuß zu fassen. Die Shell Petroleum AG wurde 1924 als Tochterunternehmen der damaligen Royal Dutch Shell gegründet. Aktiv wurde Shell in Österreich aber bereits 1923 durch Zusammenarbeiten mit der 1886 gegründeten Aktiengesellschaft der Wien-Floridsdorfer Mineralölfabrik, Eigentümerin der seit 1864 örtlich bestehenden „Fabrik für Petroleumprodukte“. Jene AG befand sich damals durch mittelbare Folgen des Ersten Weltkrieges – allen voran einer unterbrochenen Rohgüterversorgung aus Galizien – in einer schweren wirtschaftlichen Krise. Royal Dutch Shell sicherte damals deren Weiterbestand durch die Lieferung von Rohöl aus Rumänien, wo sich der Ölmultikonzern zuvor bereits eingekauft hatte. Dieser Handelsbeziehung folgte schließlich 1929 der vollständige Aufkauf und die Umtaufung jenes Betriebes in Aktiengesellschaft der Shell-Floridsdorfer Mineralölfabrik. Im Zuge der regionalen Expansion wurde außerdem mit der Erschließung von Öl in Österreich begonnen. Zu diesem Zweck wurde bereits 1935 von der Bataafsche Petroleum Maatschappij N.V., einer damaligen Tochter der Royal Dutch Shell, zusammen mit der Socony-Vacuum Oil, einem Vorgängerkonzern des heutigen ExxonMobil, die immer noch bestehende Rohölgewinnungs Aktiengesellschaft (RAG) gegründet.

### Zweiter Weltkrieg
Als 1938 der Anschluss Österreichs an Deutschland erfolgte, wurden die österreichischen Shell-Unternehmen in den deutschen Konzern rechtlich eingegliedert. Während des Krieges zählten die Raffinerie Lobau und die Raffinerie in Floridsdorf, an denen die Shell beteiligt war, zur strategisch wichtigen Infrastruktur. Obwohl sie deshalb verstärkt Ziel alliierter Bombardements wurde, konnte ihr Betrieb vergleichsweise lange – bis ins Frühjahr 1945 – aufrechterhalten werden. Möglich wurde dies unter anderem durch den Einsatz von etwa 250 ungarischen jüdischen Zwangsarbeitern, die zu diesem Zweck von der SS in einem Floridsdorfer Arbeitslager gefangengehalten wurden.
Die nach dem Ende des Zweiten Weltkriegs folgende Besetzung Österreichs hatte für die Industrie weitreichende Folgen. Aufgrund des Beschlusses der Potsdamer Konferenz vom 1. August 1945 übernahm die Sowjetunion 1946 im Rahmen der USIA zahlreiche österreichische Betriebe. Die Erdölindustrie des Ostens wurde Teil der neu gegründeten „Sowjetischen Mineralöl-Verwaltung“, kurz SMV.

### Shell Österreich
Da Shell im Osten Österreichs nach dem Krieg der sowjetischen Verstaatlichung im Osten machtlos gegenüber war, begann man im nicht zur sowjetischen Besatzungszone gehörenden Westen Österreichs mit dem Wiederaufbau der österreichischen Tochter – nunmehr unter dem Namen Shell Austria AG.
1955 wurde aufgrund der durch den Staatsvertrag nun wirksam gewordenen Verstaatlichungsgesetze von 1946 und 1947 die zur SMV gehörende Erdölindustrie in den Besitz der Republik Österreich überführt und der Österreichischen Mineralölverwaltung zugeordnet. Im Wiener Memorandum vom 10. Mai 1955, einem multilateralen Abkommen mit den westlichen Besatzungsmächten, verpflichtete sich die Republik Österreich, jene verstaatlichten heimischen Erdölkonzerne, die vor Kriegsbeginn in französischer, kanadischer, amerikanischer oder niederländisch-englischer Hand waren, zurückzugeben.
Seit den 1950er-Jahren wurde ein umfassendes Tankstellennetz aufgebaut, welches aktuell ca. 260 Shell-Tankstellen umfasst.
Bis 1970 betrieb Shell Austria die eigene Raffinerie Floridsdorf, dann wurde diese stillgelegt und man übersiedelte 1971 in das Ölhafen-Industriegebiet der Wiener Lobau, wo sich bis zur Schließung 2010 das österreichische Hauptwerk und -lager befand. Im Jahre 2002 wurde die Rechtsform des Unternehmens von einer Aktiengesellschaft in eine GmbH umgewandelt, 2008 wurde das Schmiermittelgeschäft an einen Distributor veräußert und das 2010 geschlossene Hauptwerk und Lager in der Lobau im Jahre 2018 endgültig veräußert.
In Österreich ist Shell mit über 160 Stationen (Stand: 2022) in allen Bundesländern vertreten. Die meisten davon werden vom Linzer Unternehmen „Stiglechner“ geführt.
Shell arbeitet seit 2018 mit der REWE-Gruppe zusammen. Seitdem sind über 50 Standorte bundesweit mit „BILLA-Unterwegs“-Märkten ausgestattet. Zuvor gab es eine Zusammenarbeit mit SPAR, die dann aber schließlich beendet wurde. Alle SPAR-Express-Märkte wurden im Jahr 2018 zu BILLA-Unterwegs-Märkten umgeflaggt mit der Ausnahme der Station in Aigen-Schlägl die bis heute von SPAR beliefert und betreut wird.

## Partnerschaften mit anderen Firmen

### Lego
Greenpeace startete im Juli 2014 eine weltweite Kampagne, die die Partnerschaft zwischen Lego und Shell in Frage stellte. Greenpeace war der Auffassung, dass Lego aufgrund der Bohraktivitäten Shells in der Arktis keine Shell-Logos mehr auf seinen Spielzeugen platzieren solle. Legos Partnerschaft mit Shell reichte bis in die 1960er Jahre zurück. Greenpeace kritisierte das Kundenbindungsprogramm von Shell, das Tankkunden beim Erreichen einer bestimmten Tankmenge kostenlose und thematisch passende Lego-Bausätze anbot, und veröffentlichte ein Video, welches unter anderem eine in Öl untergehende Eislandschaft aus Lego-Steinen zeigte. Die zugehörige Online-Petition wurde von mehr als einer Million Unterstützern gezeichnet und führte dazu, dass Lego die Kooperation mit Shell nach Ablauf der Vertragslaufzeit beendete.

## Kritik

### Nigeria: Finanzierung von Bürgerkrieg und Waffenhandel, Kooperation mit Militärregimen
In den 1950er-Jahren begann Shell in Nigeria im Lebensraum des Volkes der Ogoni gegen deren Willen mit der Ölförderung. Durch die daraus resultierte massive Umweltverschmutzung wurden die Ogoni ihrer Lebensgrundlage beraubt, was zu Tausenden von Toten führte. Der renommierte Ogoni-Schriftsteller Ken Saro-Wiwa schrieb das Buch Flammen der Hölle (Anspielung auf das Abfackeln von Erdgas), in dem er die Schandtaten des Ölkonzerns öffentlich machen wollte und gründete die MOSOP (Movement for the Survival of the Ogoni People). 1990 schaltete der Konzern gegen Proteste im Dorf Umuechem die umstrittene Mobile Polizeieinheit ein, dabei wurden achtzig Menschen getötet und 495 Häuser zerstört. Bei Massenprotesten 1993 kam es zu Unruhen, die Regierung General Abachas ließ daraufhin 2000 Menschen hinrichten, geschätzte 80.000 Personen wurden vertrieben. 1995 wurden Saro-Wiwa und acht weitere MOSOP-Führer in einem offensichtlichen Scheinprozess zum Tode verurteilt und hingerichtet. Weder zahlreiche Appelle und Proteste von Menschenrechtsorganisationen, Staats- und Regierungschefs anderer Länder, noch stille Diplomatie von internationalen Organisationen wie der EU, der UNO oder der Organisation für Afrikanische Einheit konnten die nigerianische Regierung zu einer Begnadigung der Verurteilten bewegen.
Neuen Aufschluss über die katastrophale Situation der Menschen im Ölland Nigeria gibt die englische Ausgabe von „National Geographics“ vom Februar 2007. Trotz eines Verbotes durch den Federal High Court of Nigeria 2005 wurden 2006 noch über 3,5 Mio. Tonnen Kohlenwasserstoffe, vor allem Erdgas, von der Shell Petroleum Development Company (SPDC) Tag und Nacht abgefackelt. Die Möglichkeit einer Einhaltung des gesetzlichen Verbotes ab 2008 wurde von Shell bisher nicht bestätigt, das Gesetz angefochten. Aus diesem Anlass musste Shell 2005 den „Public Eye Award“ in seiner ursprünglichen Form als Negativ-Preis entgegennehmen.
Rapider Bevölkerungszuwachs, innenpolitische Probleme und ethnische Konflikte sowie soziale und wirtschaftliche Nöte verursachen weiter Unruhen in den Ölfördergebieten. Wesentlicher Streitpunkt ist die gerechte Verteilung der Öleinnahmen durch die nigerianische Zentralregierung und die Verwendung der Gelder in den Regionen und auf lokalen Ebenen.
Im Jahr 1996 reichten Familienmitglieder von Ken Saro-Wiwa Klage wegen Menschenrechtsverletzungen gegen Shell in den USA ein. 1998 wies ein US-Bundesrichter die Klage zurück, das Berufsgericht nahm den Fall im September 2008 wieder auf und verwies sie an den Obersten Gerichtshof in New York. Dieses verkündete am 26. März 2001 die Aufnahme des Verfahrens, das im Februar 2010 erneut verschoben wurde.
Im Dezember 2010 wurden durch die von Wikileaks veröffentlichte diplomatische Korrespondenz neue Hinweise bekannt, dass „Shell alle für seine Geschäfte relevanten Ministerien in Nigeria unterwandert“ hat. Shell bezeichnete die Berichte daraufhin als unwahr und wollte sie nicht weiter kommentieren.
Nachdem das nigerianische Tochterunternehmen (SPDC) von Shell im Jahr 2010 wegen der Umweltverschmutzungen in Nigeria verurteilt worden war, hatte es im 2010er Jahrzehnt erfolglos versucht, das Urteil anzufechten. Im August 2021 stimmte die Shell-Tochter einem Vergleich über eine Strafzahlung in Höhe von knapp 95 Millionen Euro zu. Shell beharrte aber auf seinem Standpunkt, dass die Öl-Lecks durch Sabotageaktionen während des Bürgerkriegs in Nigeria von 1967 bis 1970 verursacht worden seien. In einem anderen Fall hatte im Januar 2021 ein niederländisches Gericht Shell dazu verurteilt, Entschädigungen für Öl-Lecks in zwei Dörfern in Nigeria zu zahlen. Geklagt hatten Bauern aus Dörfern im Niger-Delta, die ihre Klage im Jahr 2008 eingereicht hatten.

### Brent Spar
Shell geriet 1995 in die Kritik, als es die Erdölplattform „Brent Spar“ im Atlantik versenken wollte. Durch verschiedene Aktionen im Zeitraum April–Juni 1995 kritisierte Greenpeace diese Versenkung. Am 16. Juni gab die Umweltschutzorganisation dabei falsche Zahlen zu den Ölrückständen an, während sie ihre Aktionen vorher auf korrekten Zahlen aufgebaut hatte. Zahlreiche Organisationen riefen sogar zu einem Boykott gegen Shell auf. Aufgrund des großen öffentlichen Drucks ließ Shell am 20. Juni von seinen Plänen ab und entschloss sich, die Brent Spar an Land zu demontieren.

### Irland
In Irland plant Shell (in Kooperation mit StatoilHydro und Marathon) gegen den Willen der örtlichen Bevölkerung die Errichtung einer an Land gebauten Raffinerie für Erdgas aus dem Atlantik. Die Bewohner der abgelegenen Gegend befürchten die Zerstörung ihrer Umwelt und ihrer Lebensgrundlagen. Eine Gruppe führt unter dem Namen Shell to sea den Widerstand gegen das Projekt. Im Mai 2007 wurde dem Anwohner und Aktivisten Willie Corduff für seinen Einsatz der Goldman Environmental Prize verliehen.

### Arktis
Anfang 2012 kündigte Shell an, in der Arktis nach Öl zu bohren. Laut Greenpeace seien die Folgen eines Ölunfalls in dem empfindlichen Ökosystem kaum beherrschbar. Die NGO meint, dass das Unternehmen aus Brent Spar nichts gelernt habe, und protestiert deshalb in einer weltweiten Kampagne. Dieser Darstellung entspricht der Vorfall Anfang Januar 2013, bei der die Plattform Kulluk auf Grund lief. Hierfür hat Shell den Publikumspreis des Negativawards Public Eye Award 2013 erhalten. Im selben Jahr kaperte das Peng Collective eine Veranstaltung von Shell in Berlin und inszenierte eine Ölfontäne.

### Nigerdelta
Im Jahr 2012 hatte die US-amerikanische Firma Accufacts Inc. einen Zwischenfall aus dem Jahr 2008 untersucht, in dem das Wasser und der Boden um die Stadt Bodo durch Shell verseucht wurde. In diesem Jahr waren nach Angaben von Shell insgesamt 1640 Barrel Öl ausgetreten. Accufacts Inc. hingegen hatte herausgefunden, dass jedoch über mehrere Wochen zwischen 1440 und 4320 Barrel Öl je Tag austraten.
2015 muss das Unternehmen 70 Millionen Euro Schadenersatz für die Ölpest von 2008 zahlen. Etwa ein Drittel der Summe wird an die Kommune Bodo gezahlt, der Rest direkt an die 15.600 betroffenen Fischer und Farmer.
2017 wurde Shell angeklagt, an der Ermordung von neun Umweltaktivisten in den 1990er-Jahren beteiligt gewesen zu sein. Die Anklage stützt sich auf firmeninterne Notizen, welche Amnesty International erhalten hat.
Im Februar 2021 sprach der Oberste Gerichtshof Großbritanniens den Bewohnern des Nigerdeltas das Recht zu, Royal Dutch Shell vor britischen Gerichten wegen Umweltverschmutzung zu verklagen. Zuvor hatte bereits ein Berufungsgericht im niederländischen Den Haag entschieden, dass Shell rund 40.000 betroffenen Menschen in Nigeria für in den Jahren 2004 und 2005 entstandene Ölverschmutzungen entschädigen muss. Der Konzern selbst vertrat die Ansicht, in Europa nicht haftbar für nigerianische Tochterunternehmen zu sein. Für die Umweltverschmutzungen durch großflächige Öl-Lecks seien Saboteure verantwortlich.

### Südafrika
Am 1. September 2022 urteilte der High Court von Makhanda, dass Shell nicht mit Schallkanonen (Airguns) an der Wild Coast vor der Ostküste Südafrikas seismische Erkundungen zur Suche nach Öl- und Gaslagerstätten durchführen darf, um Gas- und Ölfelder im Meeresboden zu lokalisieren Die 3-D-Echolote erzeugen für Meerestiere aller Art schädigende, mitunter sogar tödliche Schalldrücke. Shell teilte nicht mit, ob es gegen das Urteil Berufung einlegen werde.

### Klimaklage
Ein Gericht in Den Haag hatte Shell zunächst in einem Verfahren, das von Friends of Earth und 17.000 niederländischen Mitklägern angestrebt wurde, das Unternehmen zu einer zukünftigen Reduzierung ihrer Emissionen um 45 % zum Referenzjahr 2019 verurteilt. Die Ölfirma ist für 1 % der klimaschädlichen Emissionen weltweit verantwortlich.
Im Berufungsverfahren wurde das Urteil durch ein Zivilgericht im November 2024 aufgehoben.

### Emissionshandel
Shell profitierte jahrelang von sogenannten „Phantom-Zertifikaten“ im CO2-Emissionshandel. So wurden dem Unternehmen durch einen Subventionsdeal mit der kanadischen Provinz Alberta Zertifikate im doppelten Wert der eigentlichen Einsparungen überlassen; durch den Weiterverkauf der Differenz konnte Shell weiteren Gewinn machen und Zugleich seine Umweltbilanz deutlich positiver ausweisen, als sie eigentlich ist.

### International
- Shell
- Shell Global Solutions
- Shell Chemicals
- Shell New Energies

### Deutschland
- Shell in Deutschland
- Shell Tankstellen
- BEB Erdgas und Erdöl GmbH
- Übersicht über historische Straßenkarten, u. a. Shell

### Österreich
- Shell in Österreich

### Schweiz
- Shell in der Schweiz